# Mia Mottley
Mia Amor Mottley (Barbados, 1 de outubro de 1965) é uma política de Barbados e a atual primeira-ministra de seu país, desde maio de 2018, e líder do Partido Trabalhista de Barbados (BLP). Mottley é a oitava pessoa a ocupar o cargo de primeiro-ministro em Barbados e a primeira mulher a ocupá-lo.
Mottley era deputada pelo distrito eleitoral de Saint Michael North East ,desde 1994. De 1994 a 2008, ela realizou uma sucessão de carteiras ministeriais, incluindo o cargo de procurador-geral de Barbados, tornando-se a primeira mulher a ser nomeada como tal. Ela também é membro do Diálogo Interamericano.
Mottley foi duas vezes líder da oposição na Casa da Assembleia de Barbados, primeiro de 2008 a 2010 e depois de 2013 a 2018. Em 2018, o BLP liderado por Mottley conquistou uma vitória histórica nas eleições gerais de 24 de maio, garantindo todos os 30 assentos na Câmara - tornando-os o primeiro partido a realizar essa façanha -, além de conquistar 72,8% do voto popular, que é a maior parcela já alcançada por um partido em uma eleição geral. Foi eleita uma das "100 mulheres mais inspiradoras e influentes do mundo em 2022" pela BBC.